# Mallebos
Het Mallebos is een recreatiegebied aan de westzijde van de Nederlandse stad Spijkenisse. Het gebied grenst aan de Malledijk in het noorden en de Vierambachtenboezem in het oosten en zuiden. Het Mallebos ligt hoofdzakelijk op het oude gebied en polder Spijkenisse en Schiekamp, een gebied dat al voor de 10e eeuw werd bewoond. Het gevarieerde loofbos werd aangelegd in de jaren 80 van de 20e eeuw. In 1997 werden er ruiterpaden aangelegd. Het is ongeveer 52 hectare groot.
Ten zuiden van het Mallebos ligt het Vogelenzangpark.

## Verjonging bos
In 2020 is begonnen met de kap van een aantal bospercelen. Eigenaar Staatsbosbeheer wil hiermee zieke essenbomen en bomen die aan het eind van hun levenscyclus zijn, vervangen voor nieuwe aanplant. 
De nieuwe aanplant stond gepland voor de winter van 2021, maar veel regen en een drassige bodem zorgde er voor dat dat jaar de werkzaamheden voortijdig gestaakt moesten worden. Het resterende deel werd daardoor half juli opgepakt en afgerond. 
Hierbij werd een grote diversiteit van bomen en struiken geplant. Een gevarieerd bos is goed voor de biodiversiteit, bestand tegen ziektes en plagen, en goed voor dieren.

## Foto's uit het Mallebos

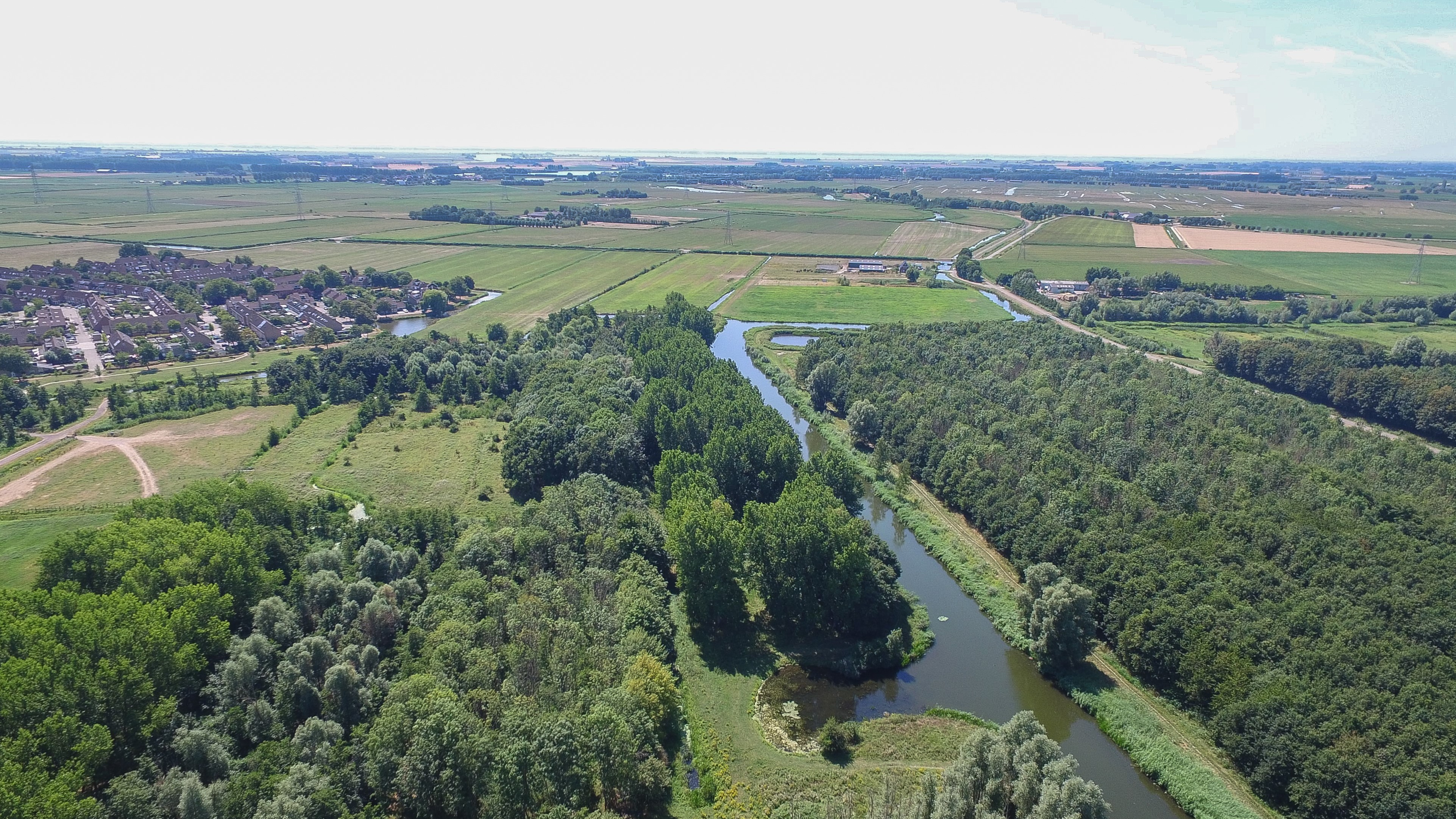
Wijk De Vogelenzang, Boezem en Mallebos
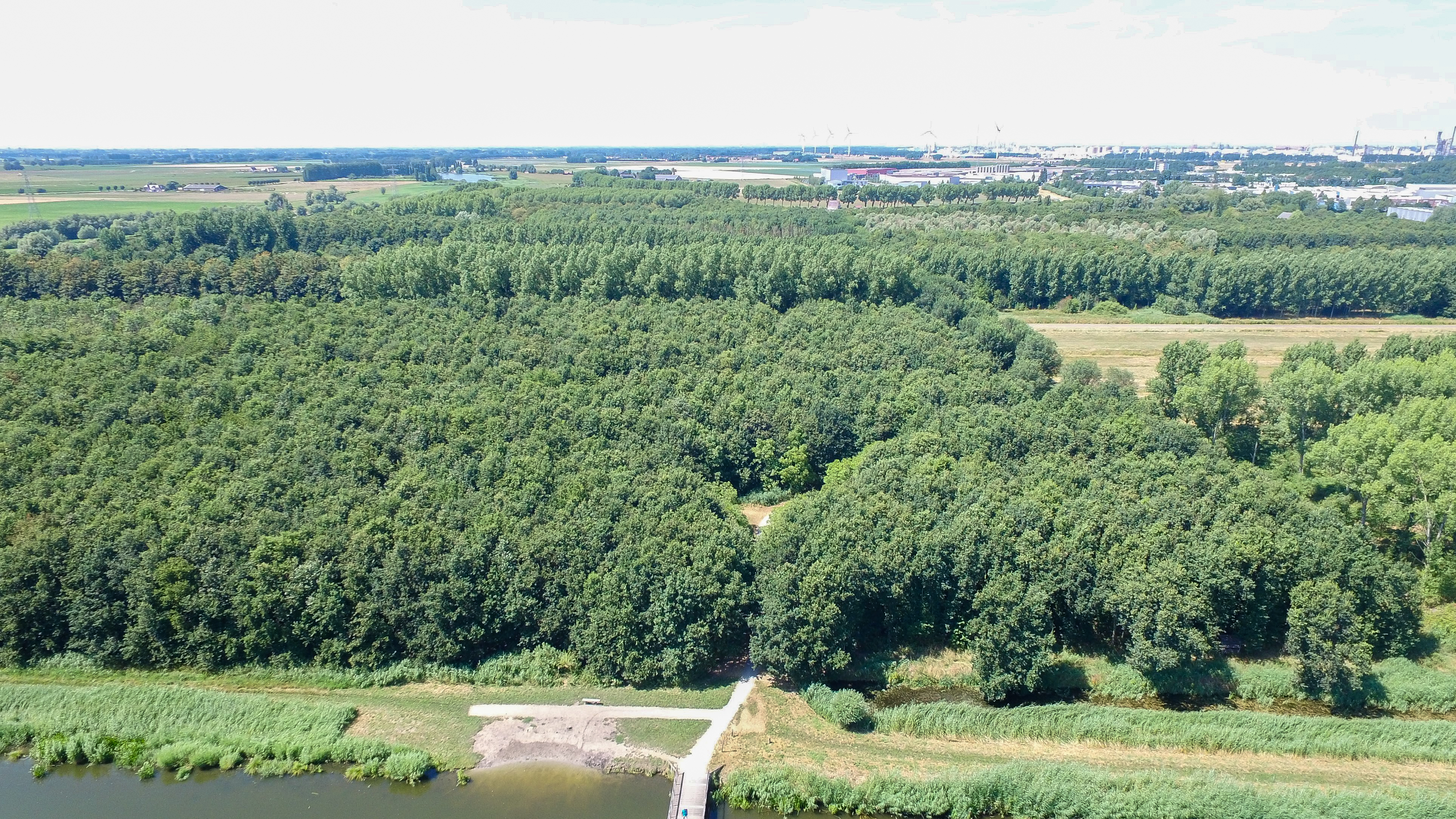
Mallebos vanuit de lucht
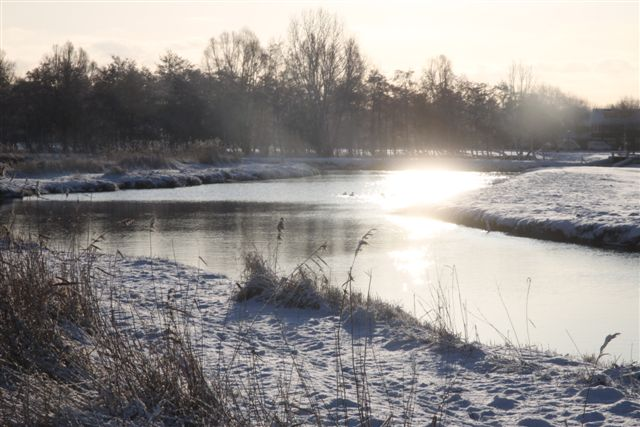
Mallebos in de winter
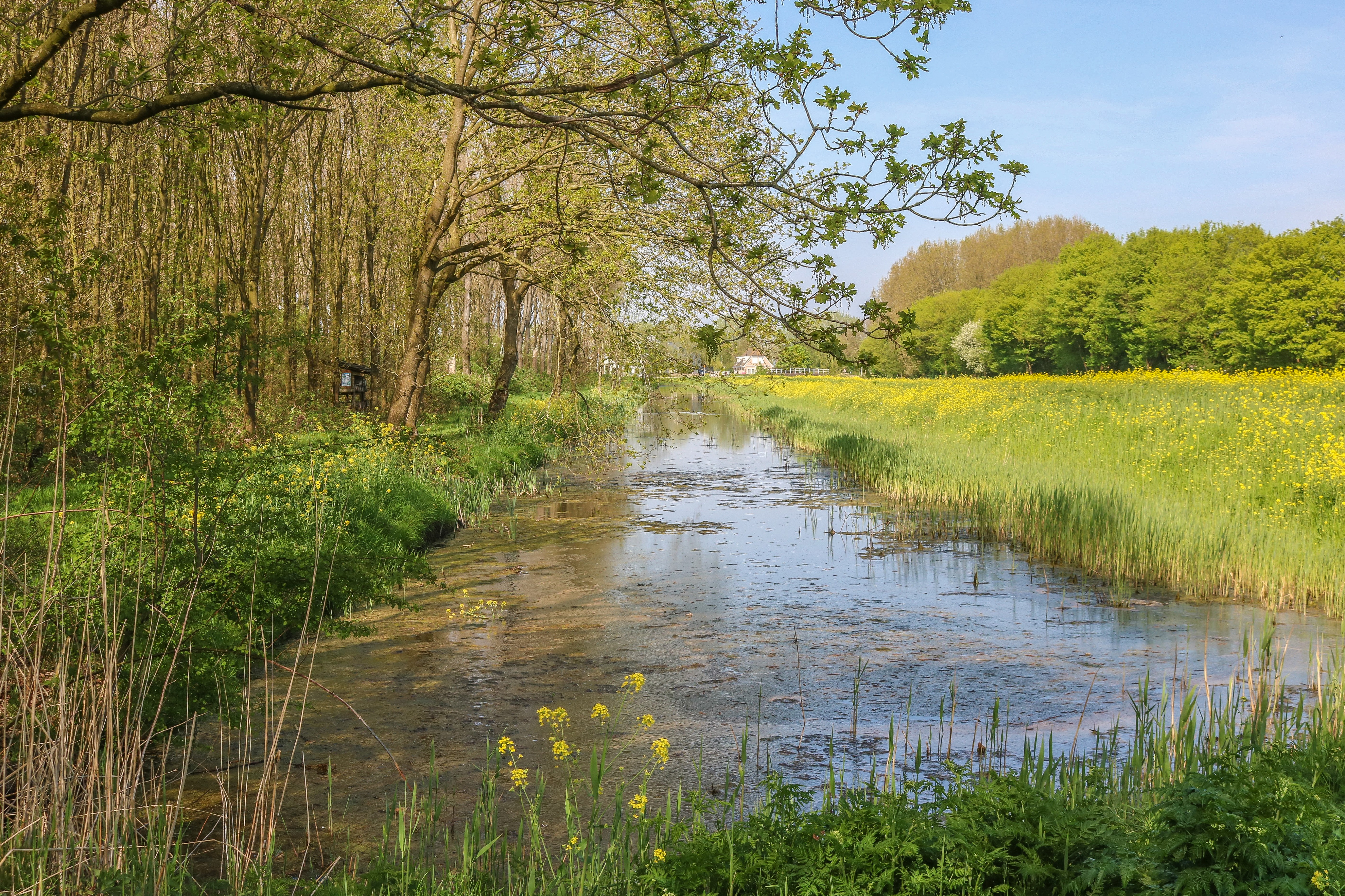
Boezem en rand Mallebos in de lente
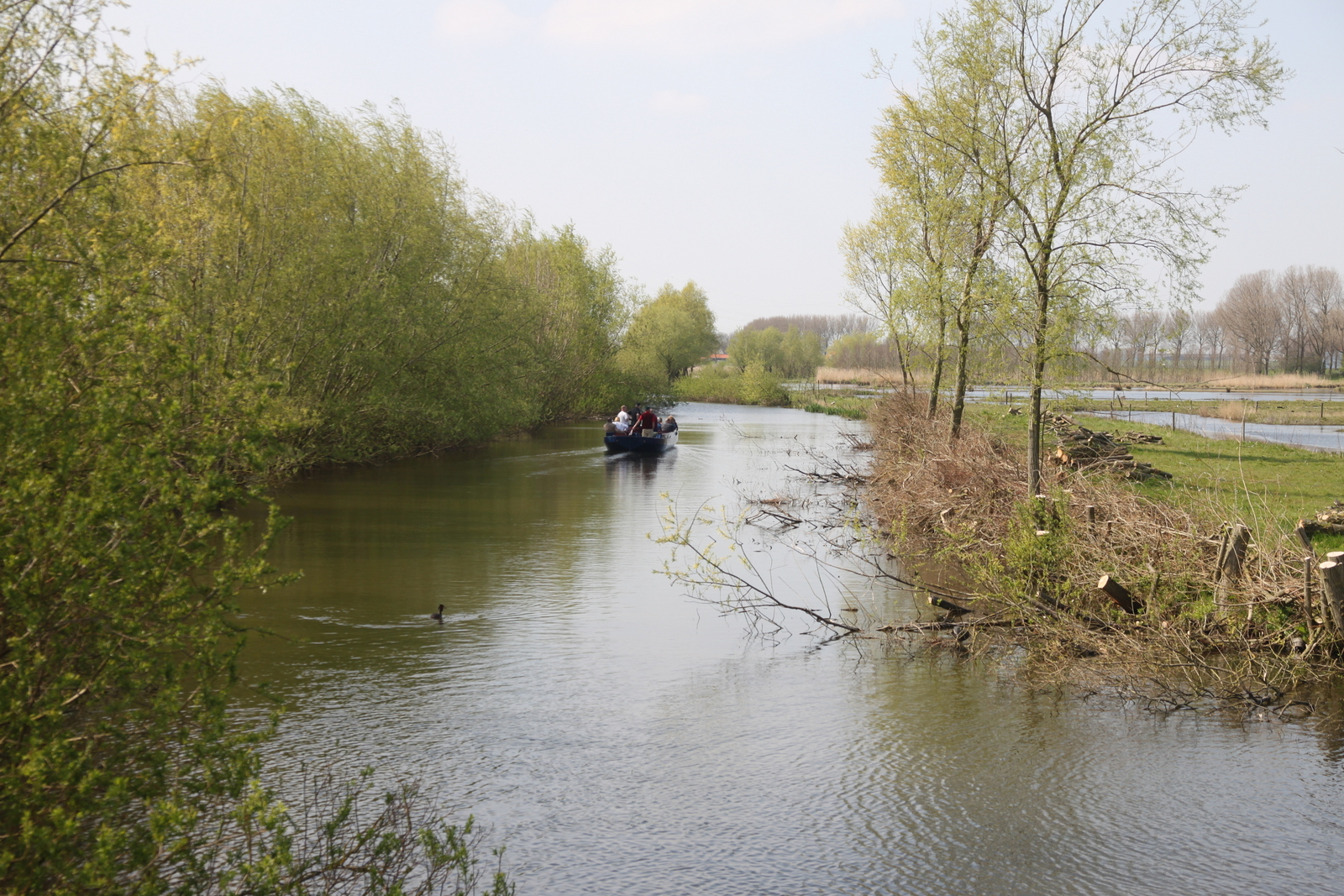
Mallebos, fluisterboot op de Boezem
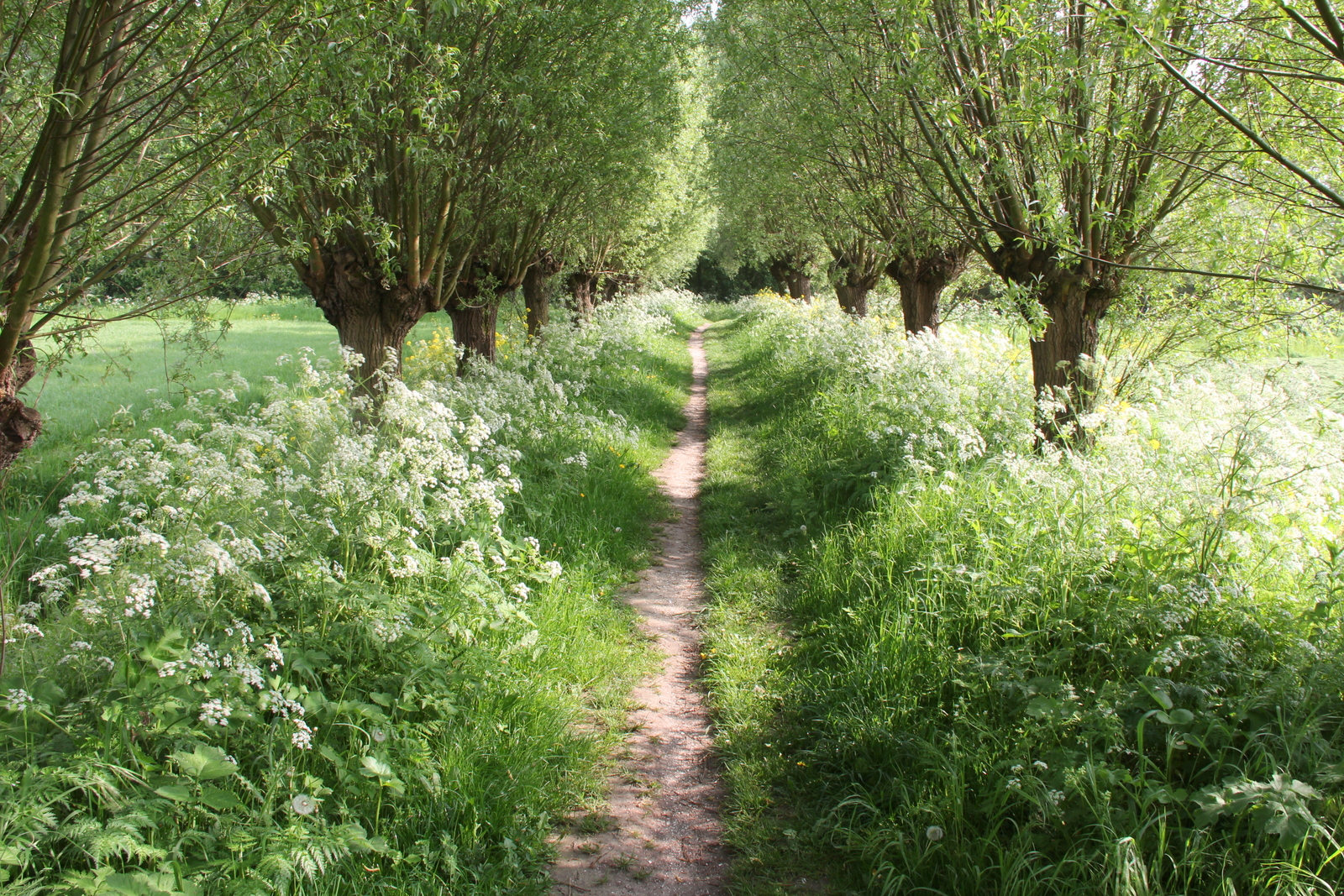
Pad met knotwilgen
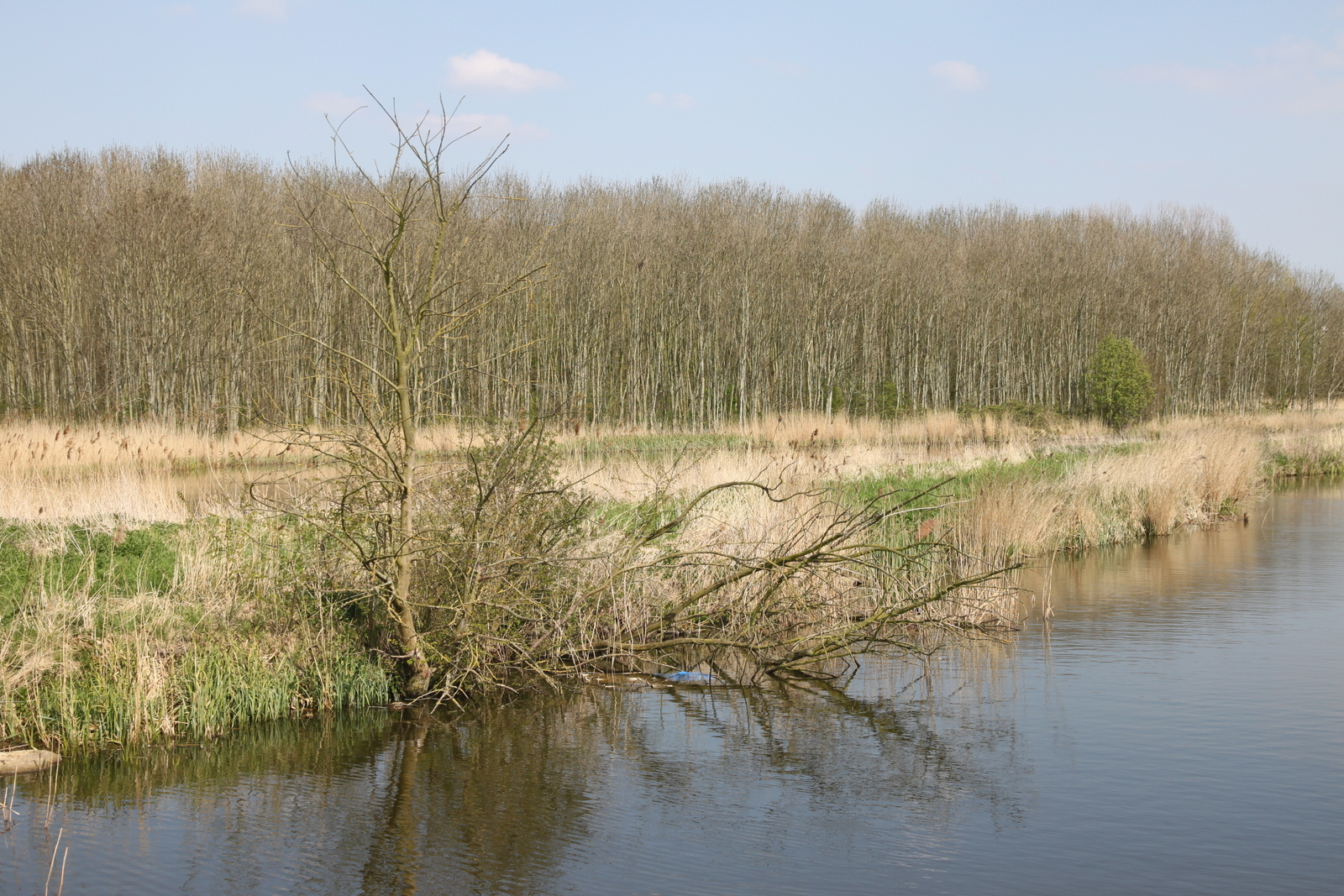
Mallebos en Boezem
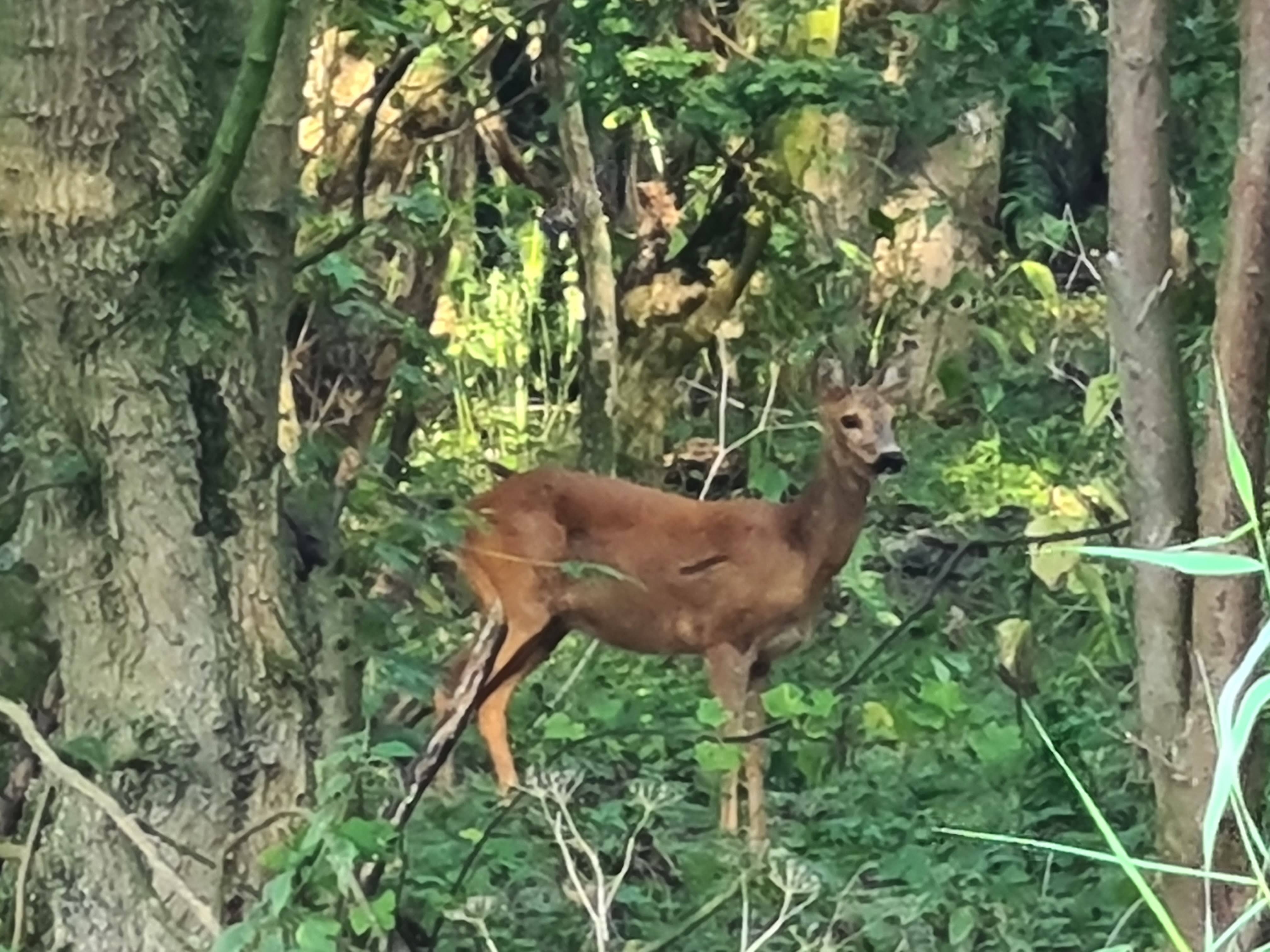
Ree in het Mallebos